# مارك وايزر
مارك وايزر (أو مارك فايزر) (23 يوليو 1952 – أبريل 27, 1999) كان رئيس العلماء في شركة بارك في الولايات المتحدة. يُعد وايزر على نطاق واسع الأب الروحي للحوسبة السائدة، وهو مصطلح ابتكرهُ في عام 1988.

## السيرة الذاتية
ولد وايزر في هارفي في الينوي للعائلة المكونة من ديفيد دبليو وايزر وأودرا إتش وايزر. التحق وايز في كلية نيو كولج في ولاية فلوريدا عام 1970 لكن لم يتم دراسته ولم يتخرج منها. قام وايزر بدراسة علم الحاسوب والاتصالات في جامعة ميشيغان حيث تلقى منها درجة الماجستير في الفنون عام 1977 ومن ثم تلقى درجة الدكتوراه في عام 1979. كان يقول دائماً أنه تخطى درجة البكالوريوس في طريقه للحصول على درجة الدكتوراه. أمضى وايزر ثمان سنوات في التدريس في جامعة ميريلاند قسم علوم الحاسوب.
على الرغم من عمل وايزر في عدة مشاريع ناشئة مختلفة إلا أن عملهُ الأساسي كان في حقل الحوسبة السائدة بينما كان يقود مختبر علم الحاسوب في شركة بارك التي إنضم لها في عام 1987. كانت أفكاره متأثره بكتاب «البعد الضمني» الذي كان يقرأهُ له أبوه وهو أحد مؤلفاتمايكل بولاني. أصبح رئيس مختبر علم الحاسوب في عام 1988 والرئيس التنفيذي للتكنولوجيا في عام 1996  وألف مايزيد عن ثمانين  منشورا أكاديميا.
بالإضافة لشغفه وعمله في مجال علوم الكمبيوتر، إلا أنه كان أيضا طبالا في فرقة «سيفير تاير دامج».
في عام 1999، تم تشخيص وايزر بسرطان المعدة وتم توقع أن لديه مدة 18 أشهر للعيش. توفي وايزر بعدها بستة أسابيع، وكان ذلك في 27 أبريل / نيسان 1999. لحقتهُ أخته الصغرى منى وايزر هولمز (1953–1999) بعد ثلاثة أسابيع. ولم يتبقى إلا أخته الأخرى له على قيد الحياة وهي آن ايزر كورنيل (ولدت 1949). كان متزوج من فيكتوريا رايخ. وكان له من الذرية بنتان هُن نيكول رايخ-وايزر (ولدت 23 يونيو، 1977) وكورين رايخ-وايزر (ولدت أغسطس 16, 1981).

## الحوسبة السائدة والتقنية الخاملة
| ”           | الحوسبة السائدة هي اسم الموجة الثالثة في الحوسبة وهي في مرحلة البداية الآن. الموجة الأولى كانت الحواسيب المركزية الكبيرة التي يتشاركها الكثير من الناس. والآن نحن في عصر الحوسبة الشخصية، حيث يقوم الشخص وجهازه بمطالعة بعضهما البعض بوضع ليس سهل. ولاحقاً ستأتي الحوسبة السائدة حيث ستنحسر التقنية في خلفية حياتنا وهامشها. | “ |
| —مارك وايزر | |   |

من خلال محاضراته ونقاشاته،  قام وايزر بتوضيح المبادئ التي تصف الحوسبة السائدة:
- الغرض من الحاسوب هو مساعدتك على القيام بشيء آخر.
- أفضل حاسوب هو الذي تشعر أنه خادم هادئ غير مرئى.
- كلما كُنت ذا حدس أفضل كلما كُنت أذكى؛ الحاسوب ينبغي أن يطيل مدة اللاوعي لديك.
- التقنية يجب أن تخلق جواً من الهدوء والسكينة.

في كتاب  تصميم التقنية الخاملة, قام وايزر وجون سيلي براون بوصف  التقنية الخاملة على أنها التقنية التي «تقوم بإعلامنا لكنها لا تطلب كامل تركيزنا واهتمامنا.»

## انظر ايضاً
- حوسبة سائدة
- تقنية خاملة
- شركة بارك
- حواسيب مركزية كبيرة